# New York City Football Club
El New York City Football Club, también conocido con NYCFC, es un club de fútbol de la ciudad de Nueva York, en Estados Unidos. Fue fundado en 2013 por el Manchester City y los New York Yankees, quienes conjuntamente pagaron $100 millones para incorporarse como nueva franquicia en la Conferencia Este de la Major League Soccer de los Estados Unidos a partir del año 2015. Ha sido el campeón de la Major League Soccer Cup en una ocasión, lo logró en el año 2021.
A partir de 2015 el equipo juega como expansión de la MLS y es el segundo equipo en el área metropolitana de la ciudad de Nueva York junto a los New York Red Bulls, equipo fundador de la MLS, con quien surgió una rivalidad conocido como el derbi de Nueva York, llamado el "Derbi del río Hudson".
Jason Kreis fue designado como el primer entrenador del club, permaneciendo un solo año antes de ser reemplazado por Patrick Vieira. Vieira guio al New York City a su primeros playoffs de la MLS Cup la temporada siguiente, así como a un segundo lugar en el Supporters 'Shield en 2017. Los equipos de Vieira también establecieron récords y estadísticas de Major League Soccer para la mayor mejora en victorias en una temporada consecutiva.
Según la asistencia de la temporada regular 2019, la asistencia del NYCFC fue la novena más grande de la liga. En 2019, Forbes estimó que la franquicia era la séptima más valiosa en la MLS, con un valor de más de $ 385 millones.

## Historia

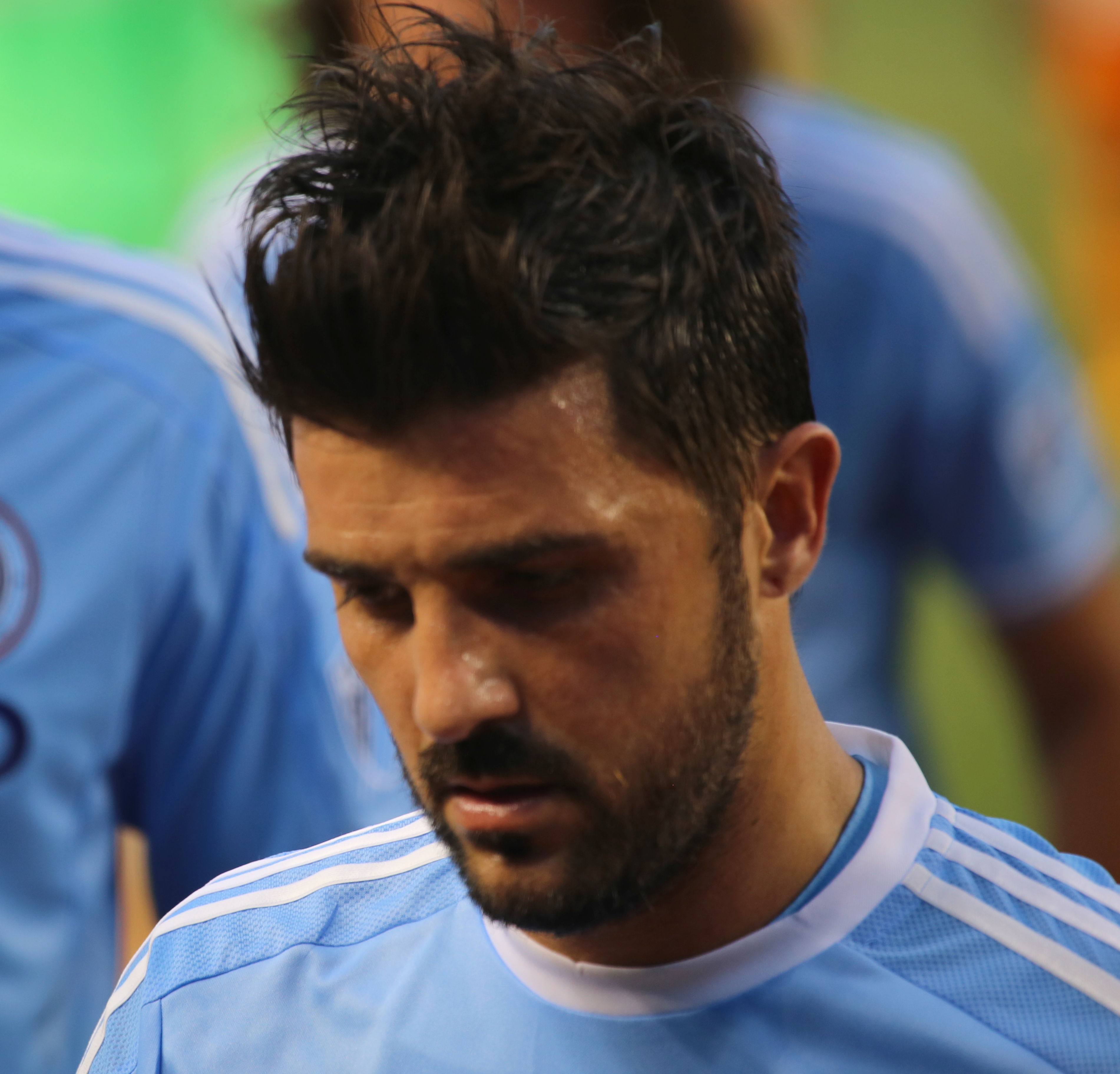
David Villa fue el primer capitán de la historia del New York City FC.

En el año 2010 el comisionado de la MLS, Don Garber anunció públicamente la intención de incorporar a la liga un segundo equipo en la ciudad de Nueva York, para el año 2013. En un principio se sugirió la refundación del extinguido New York Cosmos bajo otra denominación, pero los propietarios del mismo se habían retirado de las negociaciones y estaban decididos a reflotar nuevamente el club para que compitiera en la North American Soccer League (2011).
Garber también había cultivado un interés en la consecución de inversión por parte de un equipo importante del fútbol europeo que aspirase a ser propietario de una franquicia de futuro, y en 2008 se creía que el FC Barcelona de la Primera División de España realizaría una oferta por una expansión en Miami, aunque esto finalmente fracasó.
Aunque en un principio solo había conjeturas, las negociaciones comenzaron en diciembre de 2012 cuando se anunció que el Manchester City podía ser el equipo interesado, si bien estas informaciones fueran rápidamente desmentidas por el club británico, aunque la marca "New York City Football Club" había sido registrada.
Las aguas se calmaron hasta marzo de 2013 cuando Garber anunció que estaba casi todo listo para dar a conocer la nueva expansión hacia finales del mes de mayo, lo que coincidiría con la gira por la ciudad de Nueva York por el final de temporada. El vínculo finalmente se concretó, sin negar los rumores por parte del equipo de New York.
El 21 de mayo de 2013, el equipo fue anunciado oficialmente como la franquicia número 20 de la Major League Soccer.
El equipo anunció un acuerdo de la radio inglesa con WFAN el 3 de octubre de 2013.
El 2 de junio de 2014, el club anunció que fichaba al delantero español David Villa máximo goleador de la selección española de fútbol, convirtiéndose en el primer jugador del club.
El 24 de julio de 2014, la ciudad de Nueva York anunció en una conferencia de prensa en vivo en Brooklyn que el máximo goleador de la selección inglesa y el Chelsea Frank Lampard se uniría a ellos a partir de la temporada de expansión de la MLS 2015 con un contrato de dos años. El director deportivo Claudio Reyna calificó a Lampard como "uno de los mejores jugadores en la historia." Lampard, al llegar a la ciudad, agregó : "es un privilegio poder ayudar a hacer historia aquí en la ciudad de Nueva York".
New York City seleccionó diez jugadores de otros equipos en el draft realizado el 10 de diciembre de 2014, destacándose Ned Grabavoy, Patrick Mullins y Jason Hernández.
En el partido amistoso de presentación del New York City FC, contra el St. Mirren de Escocia, el máximo goleador de la selección española y capitán del club, David Villa anotó el primer gol de la historia del New York City Football Club. El segundo gol fue anotado en el mismo partido por Tony Taylor, obteniendo así la victoria el equipo de New York por 2-0.
El segundo partido del club sería otro partido amistoso contra el equipo danés Brondby, en el cual acabarían perdiendo 0-2.
A partir de 2015 el equipo juega como expansión de la liga y es el segundo equipo del área metropolitana de Nueva York con los New York Red Bulls, equipo fundador de la MLS, con quien surgió una nueva rivalidad, con quien disputa el derbi de Nueva York, llamado derbi del río Hudson.

## Colores y escudo

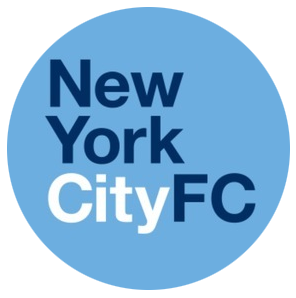
Logotipo usado en la fundación del New York City FC.

El equipo fue anunciado en 2013, casi dos años antes de jugar su primer partido oficial en el año 2015, y la junta directiva anunció su intención de tomarse su tiempo en la construcción del club, de hecho en la ceremonia de lanzamiento del equipo no reveló los colores del equipo, en lugar sólo fue una imagen con un círculo azul con "New York City FC" escrita dentro.
Aunque el presidente del club Ferran Soriano hizo hincapié en el deseo de crear un club con una identidad propia, en lugar de depender enteramente de las marcas de los propietarios de Yankees de Nueva York, la presencia en línea que el club mantiene a través de su propio sitio web y en varios sitios web de redes sociales mantienen un enfoque coherente de la utilización del azul de cielo del Yankee y el azul marino de la MLB, junto con el blanco empleado por ambos clubes.
Después de haber permitido a los diseños de la especulación y aficionados para crear interés en el club durante casi nueve meses, el 4 de febrero de 2014 se anunció que la selección escudo oficial iba a ser inminente, con la planificación del club para liberar dos diseños con dos estilos diferentes, que luego se sometería a votación pública para seleccionar el diseño elegido. Mientras tanto, la web oficial de New York City FC anuncio una campaña de "Insignia de insignias".
Aunque el 3 de marzo se estableció originalmente como la fecha de lanzamiento de los dos logotipos propuestos, la votación se retrasó cuando los Yankees vetó una de los escudos. Las dos opciones, ambos diseñados por Rafael Esquer, se dieron a conocer el 10 de marzo.
En ese momento, también se anunció el esquema de color oficial del club de color azul marino, azul cielo y naranja. La naranja era un homenaje a la herencia holandesa de la ciudad, y es el mismo tono que se encuentra en la bandera de la ciudad. Los aficionados se les dio tres días para votar en el diseño final, y el ganador fue anunciado el 20 de marzo.

## Jugadores

### Más apariciones en club
- Actualizado al 30 de septiembre de 2024.

| # | Jugador             | Años            | Liga | Playoffs | Copas Nacionales | Copas Internacionales | Total |
| - | ------------------- | --------------- | ---- | -------- | ---------------- | --------------------- | ----- |
| 1 | Maximiliano Moralez | 2017–2023 2023– | 182  | 14       | 6                | 15                    | 217   |
| 2 | Sean Johnson        | 2016–2023       | 181  | 14       | 1                | 10                    | 206   |
| 3 | Maxime Chanot       | 2016–2023       | 167  | 13       | 7                | 12                    | 199   |
| 4 | Alexander Callens   | 2017–2023       | 166  | 13       | 2                | 12                    | 193   |
| 5 | Keaton Parks        | 2019 2020–      | 158  | 5        | 5                | 18                    | 186   |

### Máximos goleadores
- Actualizado al 30 de septiembre de 2024.

| # | Jugador             | Años            | Liga | Playoffs | Copas Nacionales | Copas Internacionales | Total |
| - | ------------------- | --------------- | ---- | -------- | ---------------- | --------------------- | ----- |
| 1 | David Villa         | 2015–2018       | 77   | 3        | 0                | 0                     | 80    |
| 2 | Taty Castellanos    | 2018–2022       | 51   | 3        | 0                | 5                     | 59    |
| 3 | Maximiliano Moralez | 2017–2023 2023– | 29   | 5        | 1                | 3                     | 38    |
| 4 | Héber               | 2019–2022       | 24   | 2        | 1                | 3                     | 30    |
| 4 | Santiago Rodríguez  | 2021–2022 2023– | 21   | 1        | 1                | 7                     | 30    |

## Uniforme
- Uniforme titular: Camiseta azul cian, pantalón y medias blancas.
- Uniforme alternativo: Camiseta, pantalón y medias negras.
- Tercer uniforme: Camiseta y medias naranjas y pantalón azul cian.

### Patrocinio
| Período       | Proveedor |
| ------------- | --------- |
| 2014-presente | Adidas    |

| Período       | Patrocinador |
| ------------- | ------------ |
| 2014-presente | Etihad       |

## Estadio
Los Yankees se comprometieron a buscar un nuevo estadio permanente y a "escuchar" primero, una decisión que fue bien recibida por la Coalición de Justicia de Queens, que manifestó en un comunicado su satisfacción por esta disposición a considerar otros lugares de la ciudad para instalar el estadio.
Es un estadio de fútbol de 28.000 asientos propuesto que se construirá en la ciudad de Nueva York para la franquicia. El estadio se construirá dentro de uno de los cinco condados. En 2012, antes de la fundación del club, fue anunciado en mayo de 2013, la Major League Soccer presentado planes iniciales para construir un estadio de fútbol en Flushing Meadows-Corona Park en el barrio de Queens.
Sin embargo, debido a la abrumadora oposición a la construcción de un estadio en la tierra del parque, así como de las objeciones de los New York Mets, que juegan en las inmediaciones, el sitio cayó en desgracia cuando se anunció el nuevo equipo. En la actualidad existe una propuesta para construir el estadio en el barrio del Bronx junto al Yankee Stadium. Cualquier estadio construido probablemente no se completará hasta 2018.
El club ha anunciado que comenzará a jugar en 2015 en el Yankee Stadium, el hogar del club de copropietarios New York Yankees durante su temporada inaugural en la MLS.

## Junta directiva
El 22 de mayo de 2013, el club nombró al ex del Manchester City Claudio Reyna como director de operaciones de fútbol, responsable de personal de entrenamiento y reclutamiento de jugadores antes del comienzo de la primera temporada en la MLS del equipo en 2015.
El club realizó su primera contratación con la negociación de asuntos fuera del campo el 6 de septiembre de 2013, cuando contrataron a Tim Pernetti para el cargo de Director de negocios. Otras contrataciones se hicieron a mediados de noviembre, cuando fueron nombrados tres administradores con experiencia como vicepresidentes.
El 11 de diciembre de 2013 se anunció la contratación de Jason Kreis como el primer entrenador en jefe de la nueva franquicia, quien había finalizado su contrato con el Real Salt Lake y había declinado una ampliación del mismo. La decisión se produjo sólo cuatro días después de que perdiese su segunda Copa MLS con el equipo de Utah, en los penaltis, ante el Sporting Kansas City.

### Organigrama
| Cargo                             | Nombre          |
| --------------------------------- | --------------- |
| Director de Negocios              | Brad Sims       |
| Vicepresidente Senior de Alianzas | Andres Gonzalez |
| Vicepresidente de Finanzas        | Sam Cooke       |
| Director de Operaciones de Fútbol | David Lee       |
| Entrenador                        | Bandera de ?    |

## Afición
El Third Rail, grupo partidario oficial del club, comenzó a formarse después del anuncio del club en mayo de 2013, cuando los aficionados se reunieron a través de las redes sociales, se habían registrado 1.000 miembros para el 20 de septiembre de 2014.
A pesar de que el grupo funciona independientemente del club, se reconoció que el grupo oficial partidario y que ha recibido un acceso exclusivo a dos secciones en el Yankee Stadium. El presidente del Grupo Chance Michaels dijo que el nombre refleja el deseo del grupo de "power NYCFC" la forma en que el tercer carril accionado el sistema de metro de Nueva York.

## Rivalidades

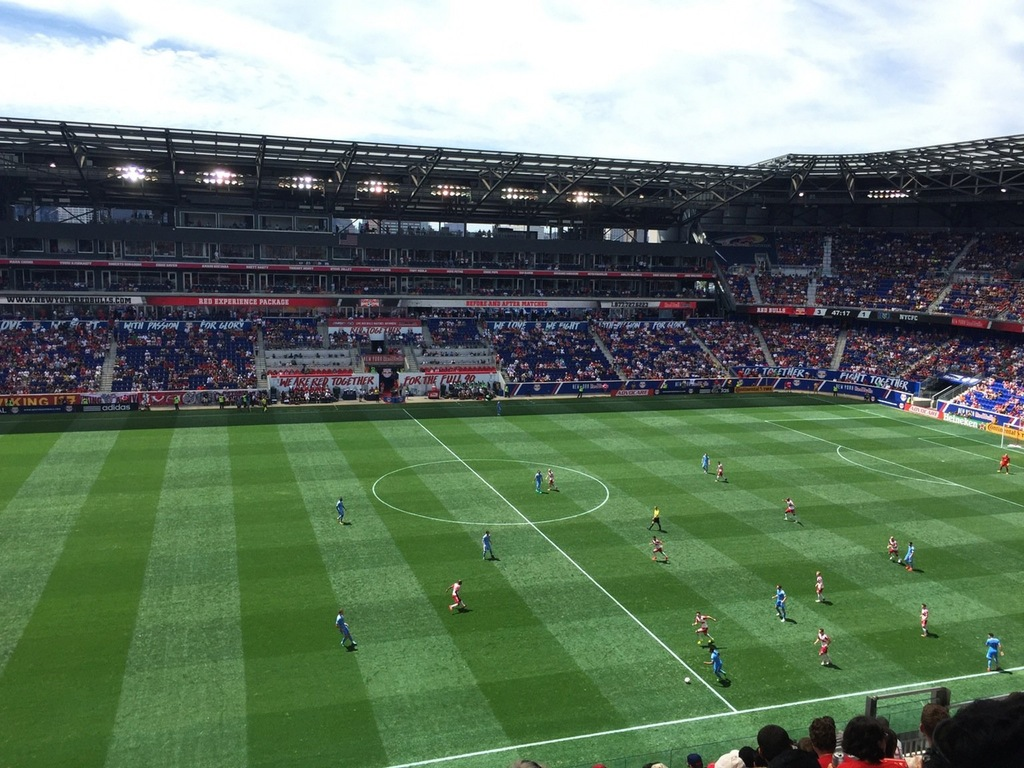
Red Bull Arena durante el encuentro entre New York Red Bulls y New York City FC.

### Derbi del Río Hudson
El derbi del Río Hudson o Hudson River Derby es el enfrentamiento de los dos equipos de Nueva York: New York Red Bulls y New York City. A partir de 2015 la MLS tuvo como expansión de la liga un segundo equipo en el área metropolitana de Nueva York, el New York City, con quién surgió una nueva rivalidad, con quien disputa el derbi de Nueva York, llamado derbi del río Hudson.

### Balance de enfrentamientos
| Torneo        | PJ | GNY | E | GRB | GolNY | GolRB |
| ------------- | -- | --- | - | --- | ----- | ----- |
| MLS           | 25 | 10  | 4 | 11  | 34    | 38    |
| U.S. Open Cup | 3  | 0   | 0 | 3   | 0     | 8     |
| Leagues Cup   | 1  | 0   | 0 | 1   | 0     | 1     |
| Total         | 29 | 10  | 4 | 15  | 34    | 47    |

## Entrenadores

### Cronología de los entrenadores
- Jason Kreis (2015)
- Patrick Vieira (2016-2018)
- Domènec Torrent Font (2018-2019)
- Ronny Deila (2020-2022)
- Nick Cushing (2022-2024)
- Pascal Jansen (2025-presente)

## Palmarés

### Campeonatos nacionales
| Competición nacional         | Títulos | Subcampeonatos |
| ---------------------------- | ------- | -------------- |
| Major League Soccer (1/0)    | 2021.   |                |
| MLS Supporters' Shield (0/2) |         | 2017, 2019.    |